# Klenovec (Ukrajina)
Klenovec (ukrajinsky Кленовець) je část obce Kolčyno, v Kolčynské územní komunitě (ukrajinsky Кольчинська селищна громада). Leží v okrese Mukačevo Zakarpatské oblasti Ukrajiny. V roce 2025 v Klenovci žilo 1287 obyvatel.

## Jiné názvy
1851: Fridrichsdorf, 1863: Frigyesfalva, 1873: Frigyesfalva, Friedrichsdorf, Klenufci,1877: Frigyesfalva, Friedrichsdorf, Klenuvci, 1882: Frigyesfalva, Friedrichsdorf, Klenuvci, 1913: Frigyesfalva, 1925: Fridešovo, 1930: Fridĕšovo, 1944: Frigyesfalva, Кленовцы, 1983: Кленовець, Кленовец

## Místní části
- Nový Klenovec (ukrajinsky Новий Кленовець, maďarsky Nyárasdomb)
- Nyžnja Vyznyca (Нижня Визниця)
- Oblaz (Облаз)

## Historie
Klenovec je poprvé zmiňován v listinách ze 17. století. Před uzavřením Trianonské smlouvy byl součástí Uherska. Poté byl (pod názvem Fridešovo) součástí první československé republiky. Od roku 1945 byl součástí Ukrajinské sovětské socialistické republiky, která byla součástí SSSR, a nakonec od roku 1991 je součástí samostatné Ukrajiny.